# Getty-priset

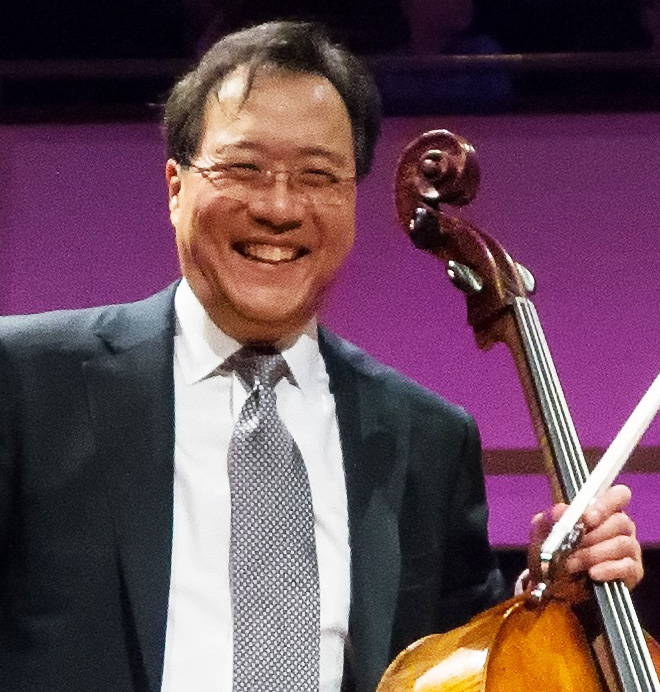
Yo-Yo Ma, pristagare 2016

Getty-priset (engelska: Getty Prize), tidigare kallat J. Paul Getty-medaljen delas ut sedan 2013 av J. Paul Getty Trust i USA för insatser inom de sköna konsterna eller för att befrämja dem.
Från och med 2024 kommer priset att tilldelas en enskild person som sedan får uppmärksamma arbetet hos en ideell organisation med ett bidrag på 500 000 dollar från Getty.

## Pristagare
- 2013 – Harry M. Williams och Nancy Englander, vilka byggt upp J. Paul Getty Museums verksamhet i Los Angeles
- 2014 – Jacob Rotschild, brittisk kulturbefrämjare
- 2015 – Frank Gehry, amerikansk arkitekt
- 2016 – Yo-Yo Ma, kinesisk-amerikansk cellist och Ellsworth Kelly, amerikansk målare
- 2017 – Anselm Kiefer och Mario Vargas Llosa
- 2018 – Thelma Golden, Agnes Gund och Richard Serra
- 2019 – Lorna Simpson, Ed Ruscha och Mary Beard
- 2022 – Alice Walton, Martin Puryear och Kwame Anthony Appiah
- 2024 – Mark Bradford